# Pallavolo Città di Castello 2014-2015
Questa voce raccoglie le informazioni riguardanti la Pallavolo Città di Castello nelle competizioni ufficiali della stagione 2014-2015.

## Stagione
La stagione 2014-15 è per la Pallavolo Città di Castello, sponsorizzata dall'Altotevere, è la seconda consecutiva in Superlega: la squadra porta nella denominazione anche la città di Sansepolcro, sede delle partite casalinghe. Come allenatore viene scelto Paolo Montagnini, sostituito poi a stagione in corso da Fausto Polidori; oltre alle conferme di Antonio Corvetta, Ludovico Dolfo e Federico Tosi, si aggregano alla squadra Dore Della Lunga, Luigi Randazzo, Goran Marić, Daniele Mazzone e Andri Aganits, mentre sono ceduti Christian Fromm, Jacopo Massari, Matteo Piano, Gert van Walle e Andrea Rossi.
Il campionato si apre con quattro sconfitte consecutive: la prima vittoria arriva infatti alla quinta giornata, per 3-1 contro la Pallavolo Padova; dopo un nuovo stop inflitto dall'Associazione Sportiva Volley Lube, arriva la seconda vittoria ai danni del Volley Milano: la squadra di Città di Castello chiude poi il resto del girone di andata con tutte sconfitte, attestandosi all'undicesimo posto in classifica, non utile per qualificarsi alla Coppa Italia. Il girone di ritorno segue lo stesso andamento di quello di andata, con tutte le partite perse, vincendone solamente una, ossia quella in trasferta contro la Pallavolo Piacenza, alla diciassettesima giornata: aveva inoltre guadagnato un punto nella giornata precedente nella sconfitta per 3-2 contro il Gruppo Sportivo Porto Robur Costa; la Pallavolo Città di Castello chiude la regular season all'ultimo posto in classifica.

## Organigramma societario
Area direttiva
- Presidente: Arveno Joan
- Vicepresidente: Fabrizio Innocenti, Aldo Nocentini
- Amministratore delegato: Amedeo Cancellieri
- Direttore generale: Vittorio Sacripanti
- Segreteria generale: Valentina Blonda, Stefania Tosti
- Amministrazione: Orlando Masi

Area organizzativa
- Direttore sportivo: Valdemaro Gustinelli
- Team manager: Antonello Cardellini
- Relazioni esterne: Oreste Dorelli
- Addetto agli arbitri: Antonello Cardellini, Giampaolo Innocenti

Area tecnica
- Allenatore: Paolo Montagnini (fino al 21 gennaio 2015), Fausto Polidori (dal 21 gennaio 2015)
- Allenatore in seconda: Marco Bartolini
- Scout man: Francesco Racaniello
- Responsabile settore giovanile: Graziano Caselli

Area comunicazione
- Ufficio stampa: Stefano Signorelli
- Responsabile comunicazione: Andrea Bartoccioni, Daniele Gigli, Mara Rosi
- Speaker: Andrea Bartoccioni

Area marketing
- Ufficio marketing: Nicola Castellari
- Biglietteria: Maurizio Tizzi, Nadio Tosti

Area sanitaria
- Medico: Giuseppe Barone, Gianluca Neri, Michele Palleri
- Preparatore atletico: Fausto Franchi
- Fisioterapista: Alessio Botteghi, Filippo Mariotti

## Rosa
| N° | Nome                    | Ruolo | Data di nascita   | Nazionalità sportiva |
| -- | ----------------------- | ----- | ----------------- | -------------------- |
| 1  | Alessandro Franceschini | C     | 21 giugno 1983    | Italia               |
| 3  | Renee Teppan            | S/O   | 26 settembre 1993 | Estonia              |
| 4  | David Lensi             | L     | 10 novembre 1995  | Italia               |
| 5  | Antonio Corvetta        | P     | 28 settembre 1977 | Italia               |
| 6  | Ludovico Dolfo          | S     | 30 giugno 1989    | Italia               |
| 7  | Tamás Kaszap            | P     | 21 marzo 1991     | Ungheria             |
| 8  | Nicola Daldello         | P     | 6 maggio 1983     | Italia               |
| 9  | Árpád Baróti            | S/O   | 23 ottobre 1991   | Ungheria             |
| 10 | Federico Tosi           | L     | 18 settembre 1991 | Italia               |
| 11 | Dore Della Lunga        | S     | 25 luglio 1984    | Italia               |
| 12 | Andri Aganits           | C     | 7 settembre 1993  | Estonia              |
| 14 | Goran Marić             | S     | 2 novembre 1981   | Serbia               |
| 15 | Luigi Randazzo          | S     | 30 aprile 1994    | Italia               |
| 18 | Daniele Mazzone         | C     | 4 giugno 1992     | Italia               |

## Mercato
| Acquisti | Acquisti         | Acquisti           | Acquisti   |
| R.       | Nome             | da                 | Modalità   |
| -------- | ---------------- | ------------------ | ---------- |
| C        | Andri Aganits    | Bühl               | definitivo |
| S        | Árpád Baróti     | Rush & Cash Vespid | definitivo |
| P        | Nicola Daldello  | Argos              | definitivo |
| S        | Dore Della Lunga | Sir Safety Perugia | definitivo |
| P        | Tamás Kaszap     | Tirol              | definitivo |
| S/O      | Goran Marić      | Paris              | definitivo |
| C        | Daniele Mazzone  | Molfetta           | definitivo |
| S        | Luigi Randazzo   | Callipo            | definitivo |
| O        | Renee Teppan     | Duo                | definitivo |

| Cessioni | Cessioni           | Cessioni           | Cessioni   |
| R.       | Nome               | a                  | Modalità   |
| -------- | ------------------ | ------------------ | ---------- |
| S        | Ludovico Carminati | Libertas Brianza   | definitivo |
| S        | Christian Fromm    | Sir Safety Perugia | definitivo |
| L        | Marco Lo Bianco    | Matera Bulls       | definitivo |
| P        | Manuele Marchiani  | Callipo            | definitivo |
| S        | Jacopo Massari     | Piacenza           | definitivo |
| C        | Matteo Piano       | Modena             | definitivo |
| C        | Andrea Rossi       | Top Volley Latina  | definitivo |
| S        | Luca Sartoretti    | Modena             | definitivo |
| S        | Gert van Walle     | Beauvais           | definitivo |

## Risultati

### Superlega

#### Girone di andata
| 2ª giornata - 26 ottobre 2014 PalaPoli, Molfetta                    | Molfetta           | 3 - 1 | Città di Castello  | 22-25, 25-19, 25-23, 25-21        |
| 3ª giornata - 29 ottobre 2014 Palazzetto dello Sport, Sansepolcro   | Città di Castello  | 1 - 3 | Porto Robur Costa  | 20-25, 25-22, 18-25, 19-25        |
| 4ª giornata - 1º novembre 2014 Palazzetto dello Sport, Sansepolcro  | Città di Castello  | 0 - 3 | Piacenza           | 23-25, 14-25, 19-25               |
| 5ª giornata - 9 novembre 2014 PalaBianchini, Latina                 | Top Volley Latina  | 3 - 2 | Città di Castello  | 25-16, 20-25, 25-12, 19-25, 15-10 |
| 6ª giornata - 16 novembre 2014 Palazzetto dello Sport, Sansepolcro  | Città di Castello  | 3 - 2 | Padova             | 25-22, 18-25, 16-25, 25-22, 15-12 |
| 7ª giornata - 23 novembre 2014 PalaFontescondella, Treia            | Lube               | 3 - 0 | Città di Castello  | 26-24, 25-20, 25-14               |
| 8ª giornata - 30 novembre 2014 Palazzetto dello Sport, Sansepolcro  | Città di Castello  | 3 - 1 | Milano             | 25-22, 28-26, 21-25, 25-22        |
| 9ª giornata - 8 dicembre 2014 PalaPanini, Modena                    | Modena             | 3 - 0 | Città di Castello  | 25-19, 25-11, 25-21               |
| 10ª giornata - 14 dicembre 2014 Palazzetto dello Sport, Sansepolcro | Città di Castello  | 0 - 3 | Trentino           | 16-25, 17-25, 21-25               |
| 11ª giornata - 20 dicembre 2014 PalaDesio, Desio                    | Powervolley Milano | 3 - 2 | Città di Castello  | 32-34, 25-23, 25-19, 15-13        |
| 12ª giornata - 26 dicembre 2014 Palazzetto dello Sport, Sansepolcro | Città di Castello  | 0 - 3 | Sir Safety Perugia | 22-25, 17-25, 19-25               |
| 13ª giornata - 28 dicembre 2014 PalaOlimpia, Verona                 | BluVolley Verona   | 3 - 0 | Città di Castello  | 25-22, 25-20, 25-19               |

#### Girone di ritorno
| 15ª giornata - 18 gennaio 2015 Palazzetto dello Sport, Sansepolcro  | Città di Castello  | 0 - 3 | Molfetta           | 15-25, 21-25, 30-32               |
| 16ª giornata - 24 gennaio 2015 PalaGalassi, Forlì                   | Porto Robur Costa  | 3 - 2 | Città di Castello  | 19-25, 25-19, 26-24, 16-25, 15-11 |
| 17ª giornata - 1º febbraio 2015 PalaBanca, Piacenza                 | Piacenza           | 2 - 3 | Città di Castello  | 25-22, 19-25, 25-21, 25-27, 13-15 |
| 18ª giornata - 7 febbraio 2015 Palazzetto dello Sport, Sansepolcro  | Città di Castello  | 0 - 3 | Top Volley Latina  | 19-25, 17-25, 21-25               |
| 19ª giornata - 15 febbraio 2015 PalaFabris, Padova                  | Padova             | 3 - 0 | Città di Castello  | 25-16, 25-23, 25-23               |
| 20ª giornata - 22 febbraio 2015 Palazzetto dello Sport, Sansepolcro | Città di Castello  | 0 - 3 | Lube               | 25-27, 21-25, 27-29               |
| 21ª giornata - 1º marzo 2015 Palazzetto dello Sport, Monza          | Milano             | 3 - 1 | Città di Castello  | 21-25, 25-13, 25-21, 25-14        |
| 22ª giornata - 7 marzo 2015 Palazzetto dello Sport, Sansepolcro     | Città di Castello  | 0 - 3 | Modena             | 13-25, 18-25, 17-25               |
| 23ª giornata - 15 marzo 2015 PalaTrento, Trento                     | Trentino           | 3 - 0 | Città di Castello  | 25-16, 25-19, 25-19               |
| 24ª giornata - 22 marzo 2015 Palazzetto dello Sport, Sansepolcro    | Città di Castello  | 1 - 3 | Powervolley Milano | 20-25, 24-26, 25-23, 20-25        |
| 25ª giornata - 29 marzo 2015 PalaEvangelisti, Perugia               | Sir Safety Perugia | 3 - 0 | Città di Castello  | 25-14, 25-21, 25-19               |
| 26ª giornata - 5 aprile 2015 Palazzetto dello Sport, Sansepolcro    | Città di Castello  | 1 - 3 | BluVolley Verona   | 24-26, 18-25, 25-13, 18-25        |

## Statistiche

### Statistiche di squadra
| Competizione | Punti | In casa | In casa | In casa | In trasferta | In trasferta | In trasferta | Totale | Totale | Totale |
| Competizione | Punti | G       | V       | P       | G            | V            | P            | G      | V      | P      |
| ------------ | ----- | ------- | ------- | ------- | ------------ | ------------ | ------------ | ------ | ------ | ------ |
| Superlega    | 10    | 12      | 2       | 10      | 12           | 1            | 11           | 24     | 3      | 21     |
| Totale       | -     | 12      | 2       | 10      | 12           | 1            | 11           | 24     | 3      | 21     |

G = partite giocate; V = partite vinte; P = partite perse

### Statistiche dei giocatori
| Giocatore       | Superlega | Superlega | Superlega | Superlega | Superlega | Totale | Totale | Totale | Totale | Totale |
| Giocatore       | P         | PT        | AV        | MV        | BV        | P      | PT     | AV     | MV     | BV     |
| --------------- | --------- | --------- | --------- | --------- | --------- | ------ | ------ | ------ | ------ | ------ |
| A. Aganits      | 24        | 127       | 76        | 41        | 10        | 24     | 127    | 76     | 41     | 10     |
| Á. Baróti       | 21        | 122       | 102       | 9         | 11        | 21     | 122    | 102    | 9      | 11     |
| A. Corvetta     | 23        | 25        | 12        | 10        | 3         | 23     | 25     | 12     | 10     | 3      |
| N. Daldello     | 2         | 0         | 0         | 0         | 0         | 2      | 0      | 0      | 0      | 0      |
| D. Della Lunga  | 24        | 248       | 209       | 14        | 25        | 24     | 248    | 209    | 14     | 25     |
| L. Dolfo        | 19        | 33        | 27        | 4         | 2         | 19     | 33     | 27     | 4      | 2      |
| A. Franceschini | 14        | 5         | 2         | 1         | 2         | 14     | 5      | 2      | 1      | 2      |
| T. Kaszap       | 15        | 10        | 3         | 2         | 5         | 15     | 10     | 3      | 2      | 5      |
| D. Lensi        | 8         | -         | -         | -         | -         | 8      | -      | -      | -      | -      |
| G. Marić        | 22        | 201       | 173       | 16        | 12        | 22     | 201    | 173    | 16     | 12     |
| D. Mazzone      | 24        | 168       | 99        | 52        | 17        | 24     | 168    | 99     | 52     | 17     |
| L. Randazzo     | 24        | 270       | 240       | 17        | 13        | 24     | 270    | 240    | 17     | 13     |
| R. Teppan       | 15        | 26        | 23        | 3         | 0         | 15     | 26     | 23     | 3      | 0      |
| F. Tosi         | 24        | -         | -         | -         | -         | 24     | -      | -      | -      | -      |

P = presenze; PT = punti totali; AV = attacchi vincenti; MV = muri vincenti; BV = battute vincenti